# Operación Bodenplatte
La Operación Bodenplatte (en alemán Unternehmen Bodenplatte) fue un ataque aéreo de la Luftwaffe destinado a destruir la mayor cantidad posible de fuerzas aéreas aliadas en el Frente Occidental durante la Segunda Guerra Mundial. Iniciada el 1 de enero de 1945, su objetivo era la obtención de la superioridad aérea alemana en la batalla de las Ardenas para permitir a las fuerzas terrestres alemanas continuar su avance en este frente. 
La operación, en un principio prevista para el 16 de diciembre de 1944, tuvo que ser retrasada en varias ocasiones debido al mal tiempo, llevándose finalmente a cabo el día de Año Nuevo de 1945.
El secreto de la operación fue tal, que el día de su inicio la mayor parte del Heer, así como la Kriegsmarine, no habían sido informados, siendo abatidos muchos aviones por fuego amigo. La inteligencia británica registró la acumulación de aviones, pero no le dio mayor importancia. 
La operación, por su sorpresa, logró en un principio algunos éxitos tácticos pero finalmente fracasó. Más de 450 aviones aliados fueron destruidos en tierra, la mayoría bombarderos, siendo reemplazados en menos de una semana. Las bajas de pilotos en el bando aliado fueron escasas, pues la mayor parte de los aviones fueron destruidos en tierra, al contrario que los alemanes, quienes perdieron a sus más hábiles y experimentados pilotos.

## Planificación
El plan alemán consistía en asestar un duro golpe a las fuerzas de la RAF y la USAAF que operaban con gran ventaja en el frente occidental europeo a fines de la Segunda Guerra Mundial, considerando que la superioridad aérea angloestadounidense era un factor clave que había incidido en las continuas derrotas de la Wehrmacht en Francia, Bélgica, y los Países Bajos, al destruir decisivamente desde los días de la batalla de Normandía a las columnas de infantería, artillería, divisiones panzer, y líneas de abastecimiento alemanas. 
Para tal fin, Hitler requirió que el OKW alemán planificara una masiva operación de ataques aéreos contra los aeródromos británicos y estadounidenses en Francia, Bélgica y los Países Bajos, detectándose por parte del alto mando de la Luftwaffe un total de 16 bases a ser atacadas en coincidencia con la Batalla de las Ardenas. Los aviones utilizados por la Luftwaffe en la operación fueron principalmente del tipo Focke-Wulf Fw 190 y Messerschmitt Bf 109, separados en formaciones de aproximadamente 60 aviones por grupo, con la intención de acabar con todos los aviones aliados posibles. 
La jefatura de la operación fue confiada por Hermann Goering al general de aviación Werner Kreipe, asesorado por el general Dietrich Peltz, un veterano de las fuerzas de bombardeo de la Luftwaffe. No obstante, la misión fue encargada a una mezcla de pilotos de caza veteranos y otros pilotos recién entrenados, debido a la crónica escasez de aviadores en Alemania.
En alemán Bodenplatte significa «plato de moler», eso quiere decir que el plan de Hitler y Goering consistía en machacar a las Fuerzas Aéreas del Ejército De los Estados Unidos y a la RAF «con el tacón de la bota», literalmente hablando, aprovechando el día de año viejo, pues se pensaba que los pilotos aliados estarían dedicados a las celebraciones, y no darían el rendimiento óptimo para la defensa de sus bases.

## Ejecución
Al final la operación se realizó mediante continuos raids de ataques simultáneos desde el amanecer del 1 de enero de 1945, siendo atacados aeródromos aliados en Bélgica, sur de los Países Bajos, y Francia. Los alemanes lanzaron ataques mediante escuadrillas organizadas en grupos pequeños y destruyeron numerosas formaciones aliadas en algunas bases, pero en otros casos los ataques fallaron y las escuadrillas aliadas sufrieron escaso daño. Junto con ello, la reacción de algunos pilotos aliados junto con su artillería antiaérea causaron bajas imprevistas entre los aparatos alemanes, pilotados muchas veces por pilotos inexpertos en realizar bombardeos a gran escala. 
El primer objetivo fueron los aeródromos de Maldegem, Ursel y Sint Denijs Westrem (Bélgica), donde operaron 71 aviones alemanes, perdiéndose 29 aparatos y 29 pilotos. Unos 60 aviones aliados fueron destruidos, pero solo perecieron dos pilotos de la RAF, en tanto numerosas formaciones aéreas británicas no fueron detectadas por los pilotos atacantes. De similar modo, en el aeródromo belga de Sint-Truiden atacaron 144 aviones de la Luftwaffe, quedando 12 averiados y 46 destruidos, pero perdiendo 23 pilotos (entre ellos, el jefe de los escuadrones, Alfred Durschel), a cambio de apenas 30 aviones aliados destruidos. En los aeródromos neerlandeses de Volkel y Heesch la situación tampoco fue favorable a los germanos: escuadrillas de Hawker Tempest de la RAF no fueron halladas y los alemanes perdieron por el fuego antiaéreo 32 aparatos (27 destruidos y 5 averiados) de un total de 78 aviones; también se perdieron 23 pilotos muertos o capturados por los aliados. 
En Amberes-Deurne y Woensdrecht (Bélgica) atacaron 59 aviones alemanes, siendo destruidos 11 y perdiéndose 11 pilotos; a cambio se logró dañar o destruir apenas 23 aviones aliados. Ya en suelo francés, el ataque alemán contra los aeródromos de Metz-Frescaty fue más fructífero pues se destruyeron 33 aviones de la USAAF, pero la Luftwaffe perdió 38 aviones (entre averiados y destruidos) de 80 atacantes, junto con 17 pilotos. En los aeródromos franceses de Le Culot y Ophoven fueron destruidos o averiados 44 aviones estadounidenses y 12 británicos, pero a un elevado costo: de 55 aviones alemanes fueron destruidos 25 y averiados 6, perdiéndose 17 pilotos. En el aeródromo belga de Asch, los pilotos estadounidenses reaccionaron con suma rapidez, junto con su artillería antiaérea, por lo cual el ataque de 61 aviones germanos terminó en serio fracaso: fueron destruidos apenas cuatro aviones de la USAAF mientras los alemanes perdieron 28 aparatos y 24 pilotos (entre ellos el preciado as Günther Specht).
El ataque mixto alemán (con 127 aviones) sobre los aeródromos belgas de Bruselas-Evere/Grimbergen tuvo resultados dispares. En Grimbergen los alemanes fracasaron al perder 21 aparatos a cambio de destruir apenas 6 aviones aliados y averiar otros 8, perdiéndose 17 pilotos germanos. El ataque sobre Evere fue más exitoso: 67 aviones aliados resultaron destruidos y otros 16 averiados, perdiendo los alemanes apenas 19 aviones y 13 pilotos. El ataque sobre el campo aéreo de Bruselas-Melsbroek fue también eficaz: 43 aviones germanos destruyeron 49 aviones aliados, perdiendo por su parte 22 aparatos y 17 pilotos. Finalmente, ya en suelo neerlandés, el ataque de 80 aviones alemanes sobre los aeródromos de Gilze-Rijen y Eindhoven también acabó en triunfo: 47 aviones aliados destruidos y 43 averiados, perdiendo los germanos 16 aviones y 16 pilotos.
Aunque en algunos aeródromos hubo graves pérdidas de aviones aliados (como en Metz, Eindhoven, y en las afueras de Bruselas) otros aeródromos repelieron eficazmente el ataque alemán con artillería antiaérea y sus propios aparatos (como en Amberes y Asch). 
La escasa pericia de muchos pilotos alemanes en misiones de bombardeo causó numerosas pérdidas de aviones entre los propios atacantes; inclusive en algunas ocasiones (Le Culot y Ursel) los aeródromos marcados como objetivos simplemente no fueron ubicados por los pilotos germanos. Muchos aparatos alemanes volaban además con demasiada lentitud durante los ataques, lo cual facilitó que la artillería antiaérea aliada les causara serios daños.

## Balance
En líneas generales, el ataque logró destruir numerosos aviones británicos y estadounidenses pero fracasó en su objetivo final de causar la mayor cantidad posible de bajas entre los pilotos aliados. Al terminar el 1 de enero la Luftwaffe había empleado cerca de 850 aviones ejecutando Bodenplatte, siendo destruidos 280 aparatos y averiados otros 69, mientras que se perdieron 213 pilotos entre muertos y prisioneros (hasta entonces la mayor cantidad de bajas entre pilotos alemanes de caza en un solo día); muchos de los pilotos perdidos eran ya veteranos en combate y casi imposibles de reemplazar eficazmente en pocos meses, además que su pérdida mermaba todavía más al escaso número de instructores aéreos disponibles en la Luftwaffe para el entrenamiento de reclutas bisoños. El secretismo de la operación contribuyó a que entre 30 y 35 aviones alemanes fueran destruidos o inutilizados por su propia artillería antiaérea, siendo que con ello el "arma de cazadores" de la Luftwaffe hubiera "perdido su última fuerza sustancial" según declaración del propio "as" alemán Adolf Galland. 
Por su parte, los aliados perdieron 305 aviones destruidos en tierra y otros 190 fueron averiados, mientras que otros 25 aparatos se perdieron en combate contra los alemanes, pereciendo apenas 14 aviadores aliados, lo cual resultaba una cantidad ínfima de bajas en comparación a las pérdidas germanas. Ello se explica porque el sistema de "rotaciones de pilotos" usado por la RAF y la USAF aseguraba que los "ases" aliados pasaran pocos meses en el frente, volviendo luego a retaguardia para instruir a nuevos pilotos; no se esperaba que los "ases" acumulasen triunfos personales sino que ganasen experiencia para así servir de entrenadores.
En contraste, la difícil situación bélica de Alemania en ambos frentes, la escasez de combustible en el Reich (desde agosto de 1944) y de otra materia prima para la industria aérea, forzaba a la Luftwaffe desde inicios de 1944 a mantener a sus "ases" en combate durante muchos meses continuos, con muy breves descansos. Esto  permitía a muchos "ases" germanos acumular numerosas victorias personales pero aumentaba el riesgo de muerte de tales "ases", quedando además cada vez menos de ellos para el entrenamiento de pilotos jóvenes. Además, para las fuerzas aéreas de británicos y estadounidenses resultaba mucho más fácil reponer todos los aviones perdidos en pocas semanas gracias al poderío de su industria bélica, situación que no sucedía respecto a las pérdidas humanas de la Luftwaffe al tratarse de pilotos casi insustituibles.
La Operación Bodenplatte fue la última gran ofensiva aérea de la Alemania nazi durante la Segunda Guerra Mundial. Si bien causó graves pérdidas a los aliados durante unos pocos días, no alteró realmente la superioridad aérea aliada en Europa Occidental, y por el contrario las bajas alemanas debilitaron inútilmente el potencial humano de la Luftwaffe.